# Theo Vennemann
Theo Vennemann Nierfeld (Sterkrade, 27 de maio de 1937) é um linguista germânico conhecido pelo seu trabalho em linguística histórica, especialmente pelas suas teorias de substrato vascônico e superestrato Atlântico das línguas européias.

## Teorias das línguas pré-históricas europeias

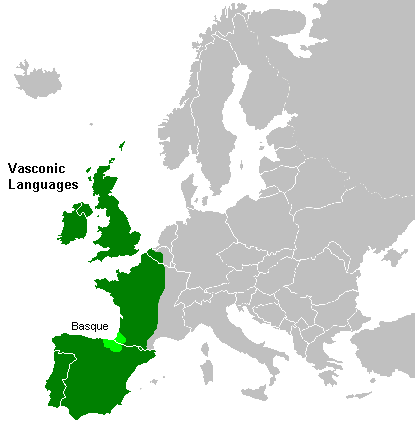
Area de influência do substrato vascónico

Em resumo as suas ideias controversas são as seguintes:
Vasconico, uma língua hipoteticamente ancestral do Basco, substrato das línguas europeias, especialmente germânico, celta e itálico. Evidente em palavras como topónimos e características estruturais. Para Vennemann a hidronimia classificada como antigo europeu é reclassificada como vasconico. Igualmente, muitos topônimos considerados indo europeus são nomes vasconicos adaptados para indo europeus pela adição de sufixos.
 Púnico , a língua semita falada em Cartago, é um superestrato das línguas germânicas.
Segundo a teoria proposta por Vennemann, os cartagineses colonizaram o mar do norte entre o sexto e o terceiro séculos antes de Cristo; isto é evidenciado pelos numerosos empréstimos linguísticos na língua germânica, bem como pelas semelhanças entre as religiões nórdicas e semíticas. Esta teoria substitui a sua anterior teoria de um substrato semítico de uma língua desconhecida chamada "atlântica".
O alfabeto rúnico deriva directamente do alfabeto fenício utilizado pelos cartagineses sem qualquer intervenção pelo alfabeto grego.